# 渡辺江里子
渡辺 江里子（わたなべ えりこ、1972年〈昭和47年〉7月15日 - ）は、日本の女優、お笑いタレント、非公式いもがーる。阿佐ヶ谷姉妹の姉、ツッコミ担当。立ち位置は右。

## 略歴
1994年、劇団東京乾電池研究所在籍中に現在の相方である木村美穂と知り合い、2007年に『阿佐ヶ谷姉妹』を結成。同年10月22日、コンビとしてデビューした。

## 人物
- 林家ペーと林家パー子は遠戚の関係にある[4]。
- 好きな男性のタイプは伊東四朗[4]。以前は内村光良と公言していた[5]。
- 役者の岡部たかしは劇団東京乾電池が運営する研究所時代からの友人であり、2024年に放送された『ボクらの時代』の中で共演が叶っている[6]。
- 学生時代はガールズバンドを組んでおり、ドラムを担当していた。当初はボーカルを担当していたが、ドラムがいなくなった関係で、転向した[5]。
- 営業で歌を披露する時の楽曲は専ら『ボヘミアン』（葛城ユキ歌唱版の1番のみ）である。
- 趣味はカラオケ。特技はトランペット、ドラム、落語。[7]
- 2017年10月5日に、アメトーーク!『先生になりたかった芸人』に出演し、中学校・高校の国語科教師の教員免許を持っており、教育実習などの経験もあることを明らかにした。
- 2022年10月5日、「とちぎ未来大使」に任命される[8][9]。
- THE ALFEEの坂崎幸之助に似ていてる事から「FNS歌謡祭」で阿佐ヶ谷姉妹とTHE ALFEEが共演した事がある。

## 出演
木村美穂とのコンビ出演は「阿佐ヶ谷姉妹#出演」を参照

### テレビ

#### 日本テレビ系列
- ボク、運命の人です。（2017年4月 - 6月） - 鳩崎すみれ 役
- 正義のセ（2018年5月16日） - 高畑道子 役
- 金曜ロードSHOW!「映画公開記念!!今日から俺は!!スペシャル」（2020年7月17日） - 物売りおばさん 役
- 悪女（わる）〜働くのがカッコ悪いなんて誰が言った?〜 第2話（2022年4月20日） - 三瓶花子 役[10]

#### テレビ朝日系列
- お願い!ランキング
- 関ジャニの仕分け∞
- ロンドンハーツ
- お試しかっ!
- アメトーーク!
- カラオケ得点対決!下剋上カラオケサバイバル
- 刑事・村上緑子
- あぶないボーダー
- 科捜研の女 SEASON17 第16話（2018年3月8日） - 大河内貴代子 役
- 神ちゅーんず 〜鳴らせ!DTM女子〜（2019年4月 - ） - 十倉敦子 役

#### TBS系列
- 家裁調査官 晶子（1999年5月24日）
- せいせいするほど、愛してる 第4話 （2016年8月2日） - 山口マネージャー 役
- 監獄のお姫さま（2017年10月17日 - 12月19日） - 劇中ドラマ『恋神』聖澤真里亞 役

#### フジテレビ系列
- 金曜エンタテイメント お局探偵亜木子&みどりの旅情事件帳3
- 救命病棟24時（2013年） - 工藤奈美 役
- IPPONオープン（IPPONグランプリ スピンオフ番組）
- IPPONスカウト（IPPONグランプリ スピンオフ番組）
- IPPONグランプリ（第9回）
- ノンストップ!
- 直撃!シンソウ坂上 再現ドラマ『母・福田和子』（2018年8月2日、フジテレビ） - なおみ 役
- TOKIOカケル（2022年9月22日 - ） - エンジェルちゃんとして不定期出演

#### テレビ東京系列
- しにがみのバラッド 第7・8話（2007年2月19日・2月26日） - 田村 役

#### スカイパーフェクTV!
- 日流篇（イベントCM）
- ゴルフネットワーク LPGA NETWORK（ナレーション）

### CM
- シダックス「幹事はつらいよ」篇 - 主婦 役
- アメリカン・ホームダイレクト「サイフ主婦」篇
- ミスタードーナツ
- ハナマルキ「液体塩こうじ」（2016年）[11]
- ソフトバンク「5Gってドラえもん？『のび太登場』篇」（2020年7月1日 - ） - のび太のママ 役[12]

### PV
- pigstar「軽気球と勿忘草」

### 映画
- 短編映画：Tangled からまりつながる（2009年） - 順子 役

### 舞台
- SPARK☆プロデュース セレンdipiティー公演「アリス、オキナワ！」（2005年8月24日 - 29日）[13]
- ハッピー・トランスーレーション 東京プレイヤーズクラブ

### ウェブドラマ
- 特命係長 只野仁 AbemaTVオリジナル2（2017年 - 2018年、AbemaTV） - 安岡妙子（マンション管理人） 役

### Webアニメ
- 磯部磯兵衛物語〜浮世はつらいよ〜（2013年、母上様役など）